# سیارک ۶۴۷۵
سیارک ۶۴۷۵ (به انگلیسی: 6475 Refugium، نامگذاری:1987SZ6) شش هزار و چهارصد و هفتاد و پنجمین سیارک کشف شده‌است که در ۲۹ سپتامبر ۱۹۸۷ کشف شد.
قدر مطلق سیارک برابر ۱۰٫۴۰ است.